# Juraj Vyskočil
Juraj Vyskočil (18. listopadu 1881 Vídeň – 6. června 1951 Trnava) byl slovenský a československý politik, meziválečný starosta Trnavy a senátor Národního shromáždění ČSR za Československou živnostensko-obchodnickou stranu středostavovskou.

## Biografie
Narodil se ve Vídni, ale jeho rodiče se pak přestěhovali do Trnavy. Zde se stal velkoobchodníkem s pivem a vlastnil jeden ze čtyř trnavských lihovarů. Politicky se angažoval v živnostenské straně.
Po parlamentních volbách v roce 1935 získal senátorské křeslo v Národním shromáždění. Mandát ale nabyl až dodatečně, v květnu 1938 poté, co zemřel senátor Bohuš Kianička. V senátu setrval do jeho zrušení v roce 1939, přičemž krátce předtím ještě v prosinci 1938 přestoupil do klubu Hlinkova slovenská ľudova strana - Strana slovenskej národnej jednoty, do které se spojily všechny slovenské nesocialistické strany.
Profesí byl starostou Trnavy. Starostenský post zastával v letech 1922-1938, dle jiného pramene se stal poprvé starostou až v roce 1924.